# قيادة ألمانيا الشرقية
وُزعت القيادة السياسية لألمانيا الشرقية على عدة مناصب. سيطر حزب الوحدة الاشتراكية الألماني (SED) وزعيمه على السلطة المطلقة على الدولة والحكومة.
قبل إعلان دولة ألمانيا الشرقية أنشأ السوفييت اللجنة الاقتصادية الألمانية ‏ (DWK) في عام 1948 كحكومة فعلية في منطقة احتلالهم وكان رئيسها هاينريش راو.
في 7 أكتوبر 1949 أُعلن قيام دولة ألمانيا الشرقية، تسمى رسميا جمهورية ألمانيا الديمقراطية، وتولت الوظائف الحكومية من اللجنة الاقتصادية، إلى حد كبير بنفس الشخصيات القيادية.
حتى خريف عام 1989 كان أهم منصب هو منصب الأمين العام لحزب الوحدة الاشتراكية، المسمى بالسكرتير الأول بين عامي 1953 و 1976. احتوى الدستور على قسم يمنح الحزب احتكار السلطة، مما جعل  الأمين العام الزعيم الفعلي للبلاد. وضع هو والمكتب السياسي للحزب، الذي يرأسه، جميع السياسات وكان عمل كل من مجلس الوزراء والبرلمان تنفيذ القرارات.
كان المنصب الرسمي لرأس الدولة في الأساس هو منصب رئيس جمهورية ألمانيا الديمقراطية. بعد وفاة شاغل المنصب فيلهلم بيك عام 1960 اُستبدل المنصب بهيئة جماعية وهي مجلس الدولة ‏ لرئاسة الدولة. شُغل منصب الرئيس بشكل عام من قبل زعيم الحزب.
كان يرأس الحكومة مجلس الوزراء ‏ ورئيسه. إلا أن جميع القرارات كانت تتخذ من قبل الحزب وينفذها مجلس الوزراء.
ومن المؤسسات الهامة الأخرى مجلس الشعب، وهو المجلس التشريعي الذي ترأس جلساته رئيس مجلس الشعب.ومنذ عام 1960 مجلس الدفاع الوطني ‏ الذي تولى القيادة العليا للقوات المسلحة في وكان له سلطة غير محدودة على الدولة في وقت الحرب. كان المجلس يتألف حصريًا من أعضاء اللجنة المركزية والمكتب السياسي للحزب، وشغل زعيم الحزب منصب رئيس مجلس الدفاع الوطني.
تغير المشهد السياسي بالكامل بفعل الثورة السلمية في أواخر عام 1989، والتي شهدت اضطرار الحزب إلى التخلي عن احتكاره للسلطة السياسية وإلغاء مجلس الدفاع الوطني ومجلس الدولة. كانت المؤسسات المتبقية هي مجلس الشعب، الذي أصبح رئيسه رئيسًا للدولة بشكل افتراضي طوال الفترة المتبقية من وجود جمهورية ألمانيا الديمقراطية، ومجلس الوزراء، وكلاهما شُكّلا على أساس أول انتخابات ديمقراطية في البلاد في مارس 1990. انضمت جمهورية ألمانيا الديمقراطية  إلى جمهورية ألمانيا الاتحادية في 3 أكتوبر 1990.

## زعماء حزب الوحدة الاشتراكية الألماني
| الرقم | الصورة                                                                                           | شاغل المنصب                                                                                      | تولى المنصب                                                                                      | ترك المنصب                                                                                       | مدة شغل المنصب                                                                                   | الحزب                                                                                            | الحزب |
| زعماء حزب الوحدة الاشتراكية الألماني Vorsitzende der Sozialistischen Einheitspartei Deutschlands                    | زعماء حزب الوحدة الاشتراكية الألماني Vorsitzende der Sozialistischen Einheitspartei Deutschlands | زعماء حزب الوحدة الاشتراكية الألماني Vorsitzende der Sozialistischen Einheitspartei Deutschlands | زعماء حزب الوحدة الاشتراكية الألماني Vorsitzende der Sozialistischen Einheitspartei Deutschlands | زعماء حزب الوحدة الاشتراكية الألماني Vorsitzende der Sozialistischen Einheitspartei Deutschlands | زعماء حزب الوحدة الاشتراكية الألماني Vorsitzende der Sozialistischen Einheitspartei Deutschlands | زعماء حزب الوحدة الاشتراكية الألماني Vorsitzende der Sozialistischen Einheitspartei Deutschlands |       |
| --- | ------------------------------------------------------------------------------------------------ | ------------------------------------------------------------------------------------------------ | ------------------------------------------------------------------------------------------------ | ------------------------------------------------------------------------------------------------ | ------------------------------------------------------------------------------------------------ | ------------------------------------------------------------------------------------------------ | ----- |
| . | فيلهلم بيك                                                                                       | فيلهلم بيك (1876–1960)                                                                           | 22 أبريل 1946                                                                                    | 25 يوليو 1950                                                                                    | 4 سنوات و94 أيام                                                                                 | SED                                                                                              |       |
| . | أوتو جروتول                                                                                      | أوتو جروتول (1894–1964)                                                                          | 22 أبريل 1946                                                                                    | 25 يوليو 1950                                                                                    | 4 سنوات و94 أيام                                                                                 | SED                                                                                              |       |
| أمين عام اللجنة المركزية (سكرتير أول للجنة المركزية 1953-1976) Generalsekretär/Erster Sekretär des Zentralkommitees |                                                                                                  |                                                                                                  |                                                                                                  |                                                                                                  |                                                                                                  |                                                                                                  |       |
| 1 | فالتر أولبريشت                                                                                   | فالتر أولبريشت (1893–1973)                                                                       | 25 يوليو 1950                                                                                    | 3 مايو 1971                                                                                      | 20 سنوات و282 أيام                                                                               | SED                                                                                              |       |
| 2 | إريش هونيكر                                                                                      | إريش هونيكر (1912–1994)                                                                          | 3 مايو 1971                                                                                      | 18 أكتوبر 1989                                                                                   | 18 سنوات و168 أيام                                                                               | SED                                                                                              |       |
| 3 | ايكون كرينز                                                                                      | ايكون كرينز (ولد 1937)                                                                           | 18 أكتوبر 1989                                                                                   | 6 ديسمبر 1989                                                                                    | 49 أيام                                                                                          | SED                                                                                              |       |
| رئيس اللجنة المركزية (فخري) Vorsitzender des Zentralkommitees                                                       |                                                                                                  |                                                                                                  |                                                                                                  |                                                                                                  |                                                                                                  |                                                                                                  |       |
| 1 | فالتر أولبريشت                                                                                   | فالتر أولبريشت (1893–1973)                                                                       | 3 مايو 1971                                                                                      | 1 أغسطس 1973 †                                                                                   | 2 سنوات و90 أيام                                                                                 | SED                                                                                              |       |

شعار حزب الوحدة الاشتراكية الألماني

في الأول من ديسمبر 1989 ألغى مجلس الشعب قسمًا من الدستور  يمنح حزب الوحدة الاشتراكية احتكار السلطة - وبالتالي إنهاء الحكم الشيوعي في ألمانيا الشرقية.  قبل انتهاء الشهر تحول الحزب من حزب كادر لينيني إلى حزب اشتراكي ديمقراطي، وأعاد تسمية نفسه في البداية إلى حزب الوحدة الاشتراكية - حزب الاشتراكية الديمقراطية، وفي وقت لاحق في نفس العام إلى حزب الاشتراكية الديمقراطية (PDS).  ولذلك لم يكن قادة الحزب اللاحقون قادة لألمانيا الشرقية وكانوا مثلهم مثل باقي قادة الأحزاب الأخرى.

## رؤساء الدولة
| الرقم                                        | الصورة                                | شاغل المنصب                            | تولى المنصب                           | ترك المنصب                            | مدة شغل المنصب                        | الحزب                                 | الحزب |
| رئيس الجمهورية Präsident der Republik        | رئيس الجمهورية Präsident der Republik | رئيس الجمهورية Präsident der Republik  | رئيس الجمهورية Präsident der Republik | رئيس الجمهورية Präsident der Republik | رئيس الجمهورية Präsident der Republik | رئيس الجمهورية Präsident der Republik |       |
| -------------------------------------------- | ------------------------------------- | -------------------------------------- | ------------------------------------- | ------------------------------------- | ------------------------------------- | ------------------------------------- | ----- |
| –                                            | Johannes Dieckmann                    | Johannes Dieckmann (1893–1969) Acting  | 7 أكتوبر 1949                         | 11 أكتوبر 1949                        | 4 أيام                                | LDPD                                  |       |
| 1                                            | فيلهلم بيك                            | فيلهلم بيك (1876–1960)                 | 11 أكتوبر 1949                        | 7 سبتمبر 1960 †                       | 10 سنوات و332 أيام                    | SED                                   |       |
| –                                            | Johannes Dieckmann                    | Johannes Dieckmann (1893–1969) Acting  | 7 سبتمبر 1960                         | 12 سبتمبر 1960                        | 5 أيام                                | LDPD                                  |       |
| رئيس مجلس الدولة Vorsitzender des Staatsrats |                                       |                                        |                                       |                                       |                                       |                                       |       |
| 1                                            | فالتر أولبريشت                        | فالتر أولبريشت (1893–1973)             | 12 سبتمبر 1960                        | 1 أغسطس 1973 †                        | 12 سنوات و323 أيام                    | SED                                   |       |
| –                                            | فريدريش إيبرت الابن                   | فريدريش إيبرت الابن (1894–1979) Acting | 1 أغسطس 1973                          | 3 أكتوبر 1973                         | 63 أيام                               | SED                                   |       |
| 2                                            | فيلي شتوف                             | فيلي شتوف (1914–1999)                  | 3 أكتوبر 1973                         | 29 أكتوبر 1976                        | 3 سنوات و26 أيام                      | SED                                   |       |
| 3                                            | إريش هونيكر                           | إريش هونيكر (1912–1994)                | 29 أكتوبر 1976                        | 24 أكتوبر 1989                        | 12 سنوات و360 أيام                    | SED                                   |       |
| 4                                            | ايكون كرينز                           | ايكون كرينز (ولد 1937)                 | 24 أكتوبر 1989                        | 6 ديسمبر 1989                         | 43 أيام                               | SED                                   |       |
| 5                                            | مانفريد كيرلاخ                        | مانفريد كيرلاخ (1928–2011)             | 6 ديسمبر 1989                         | 5 أبريل 1990                          | 120 أيام                              | LDPD                                  |       |
| رئيس مجلس الشعب Präsident der Volkskammer    |                                       |                                        |                                       |                                       |                                       |                                       |       |
| –                                            | سابينه بيرغمان بول                    | سابينه بيرغمان بول (ولد 1946) Acting   | 5 أبريل 1990                          | 2 أكتوبر 1990                         | 180 أيام                              | CDU                                   |       |

## رؤساء الحكومة
| الرقم                                           | الصورة                         | شاغل المنصب                    | تولى المنصب                    | ترك المنصب                     | مدة شغل المنصب                 | الحزب                          | الحزب |
| رئيس الوزراء Ministerpräsident                  | رئيس الوزراء Ministerpräsident | رئيس الوزراء Ministerpräsident | رئيس الوزراء Ministerpräsident | رئيس الوزراء Ministerpräsident | رئيس الوزراء Ministerpräsident | رئيس الوزراء Ministerpräsident |       |
| ----------------------------------------------- | ------------------------------ | ------------------------------ | ------------------------------ | ------------------------------ | ------------------------------ | ------------------------------ | ----- |
| 1                                               | أوتو جروتول                    | أوتو جروتول (1894–1964)        | 12 أكتوبر 1949                 | 21 سبتمبر 1964 †               | 14 سنوات و345 أيام             | SED                            |       |
| رئيس مجلس الوزراء Vorsitzender des Ministerrats |                                |                                |                                |                                |                                |                                |       |
| 2                                               | فيلي شتوف                      | فيلي شتوف (1914–1999)          | 21 سبتمبر 1964                 | 3 أكتوبر 1973                  | 9 سنوات و12 أيام               | SED                            |       |
| 3                                               | Horst Sindermann               | Horst Sindermann (1915–1990)   | 3 أكتوبر 1973                  | 29 أكتوبر 1976                 | 3 سنوات و26 أيام               | SED                            |       |
| (2)                                             | فيلي شتوف                      | فيلي شتوف (1914–1999)          | 29 أكتوبر 1976                 | 13 نوفمبر 1989                 | 13 سنوات و15 أيام              | SED                            |       |
| 4                                               | هانز مودرو                     | هانز مودرو (1928–2023)         | 13 نوفمبر 1989                 | 12 أبريل 1990                  | 150 أيام                       | SED PDS                        |       |
| رئيس الوزراء Ministerpräsident                  |                                |                                |                                |                                |                                |                                |       |
| 5                                               | لوتار دي ميزير                 | لوتار دي ميزير (ولد 1940)      | 12 أبريل 1990                  | 2 أكتوبر 1990                  | 173 أيام                       | CDU                            |       |

## رؤساء البرلمان
| الرقم                                     | الصورة                                    | شاغل المنصب                               | تولى المنصب                               | ترك المنصب                                | مدة شغل المنصب                            | الحزب                                     | الحزب |
| رئيس مجلس الشعب Präsident der Volkskammer | رئيس مجلس الشعب Präsident der Volkskammer | رئيس مجلس الشعب Präsident der Volkskammer | رئيس مجلس الشعب Präsident der Volkskammer | رئيس مجلس الشعب Präsident der Volkskammer | رئيس مجلس الشعب Präsident der Volkskammer | رئيس مجلس الشعب Präsident der Volkskammer |       |
| ----------------------------------------- | ----------------------------------------- | ----------------------------------------- | ----------------------------------------- | ----------------------------------------- | ----------------------------------------- | ----------------------------------------- | ----- |
| 1                                         | Johannes Dieckmann                        | Johannes Dieckmann (1893–1969)            | 7 أكتوبر 1949                             | 22 فبراير 1969 †                          | 19 سنوات و138 أيام                        | LDPD                                      |       |
| 2                                         | Gerald Götting                            | Gerald Götting (1923–2015)                | 12 مايو 1969                              | 29 أكتوبر 1976                            | 7 سنوات و170 أيام                         | CDU                                       |       |
| 3                                         | Horst Sindermann                          | Horst Sindermann (1915–1990)              | 29 أكتوبر 1976                            | 13 نوفمبر 1989                            | 13 سنوات و15 أيام                         | SED                                       |       |
| 4                                         | Günther Maleuda                           | Günther Maleuda (1931–2012)               | 13 نوفمبر 1989                            | 5 أبريل 1990                              | 143 أيام                                  | DBD                                       |       |
| 5                                         | سابينه بيرغمان بول                        | سابينه بيرغمان بول (ولد 1946)             | 5 أبريل 1990                              | 2 أكتوبر 1990                             | 180 أيام                                  | CDU                                       |       |

## قادة الجيش

علم رئيس مجلس الدفاع الوطني

| الرقم | الصورة         | رئيس مجلس الدفاع الوطني Vorsitzender des Nationalen Verteidigungsrates | تولى المنصب    | ترك المنصب     | مدة شغل المنصب     | الحزب | الحزب |
| ----- | -------------- | ---------------------------------------------------------------------- | -------------- | -------------- | ------------------ | ----- | ----- |
| 1     | فالتر أولبريشت | فالتر أولبريشت (1893–1973)                                             | 10 فبراير 1960 | 3 مايو 1971    | 11 سنوات و82 أيام  | SED   |       |
| 2     | إريش هونيكر    | إريش هونيكر (1912–1994)                                                | 3 مايو 1971    | 18 أكتوبر 1989 | 18 سنوات و168 أيام | SED   |       |
| 3     | ايكون كرينز    | ايكون كرينز (ولد 1937)                                                 | 18 أكتوبر 1989 | 6 ديسمبر 1989  | 49 أيام            | SED   |       |